# 毕思安
毕思安 ，中国巴西柔术运动员， “英雄榜”(AOW)赛事创始人。 1998年，其开设了北京第一家巴西柔术拳馆， 2003年，在全中国第一场MMA(综合格斗)规则的赛事中以十字固击败“格斗狂人”徐晓冬获胜。

## 生平
毕思安出生于台湾，但早年迁至美国加利福尼亚州，并成长于那里，1995年毕业于加利福尼亚大学河滨分校，获得心理学学位。
1994年，其于加州大学河滨分校就读期间，注意到UFC赛事中罗伊斯·格雷西使用巴西柔术战胜体型大过自身的对手，自此受到鼓舞，开始学习巴西柔术。
2003年，其于北京万寿路一武馆内和当时身为散打运动员的中国MMA运动员徐晓冬切磋，被徐晓冬踢伤，但最终使用十字固击败徐晓冬获胜。 